# ExtendedancEPlay
ExtendedancEPlay ist die erste EP der britischen Rockband Dire Straits. Diese erschien im Januar 1983 als Ergänzung zum Album Love over Gold.

## Hintergrund
ExtendedancEPlay umfasst auf der europäischen Version drei Titel, die sehr Rock-and-Roll-orientiert sind und sich in dieser Hinsicht von den klassischen Dire-Straits-Liedern deutlich absetzen. Aufgenommen wurde es zwischen dem ersten und dritten Oktober 1982 in den Jam Studios. Es handelt sich um die ersten – und abgesehen von wenigen Teilstücken des Albums Brothers in Arms – auch die einzigen Studioaufnahmen der Band, auf denen Terry Williams am Schlagzeug zu hören ist. Der Name des Albums ist ein Wortspiel aus einer Wortaneinanderreihung und -überschneidung und setzt sich zusammen aus „extended“ (englisch: erweitert), „dance“ (englisch: tanzen), „EP“ und „play“ (englisch: spielen), also eine tanzbare EP. Auf der ursprünglichen UK-Version befanden sich nur die ersten drei Lieder, das vierte Badges, Posters, Stickers and T-Shirts wurde auf der nordamerikanischen Ausgabe hinzugefügt und war ein bis dato noch unveröffentlichtes Überbleibsel der Aufnahmen für das 1982er-Album Love over Gold.

## Titelliste
1. Twisting by the Pool (Mark Knopfler) – 3:28
2. Two Young Lovers (Mark Knopfler) – 3:22
3. If I Had You (Mark Knopfler) – 4:15
4. Badges, Posters, Stickers and T-Shirts (Mark Knopfler) – 4:47 (nur US-Ausgabe)

## Musiker

### Band
- Gesang, Gitarre: Mark Knopfler
- Keyboard: Alan Clark
- Bass, Gesang: John Illsley
- Rhythmusgitarre: Hal Lindes
- Schlagzeug: Terry Williams

### Zusätzliche Musiker
- Schlagzeug: Pick Withers (Titel 4)
- Saxophon: Mel Collins (Titel 2)